# Truyện trinh thám

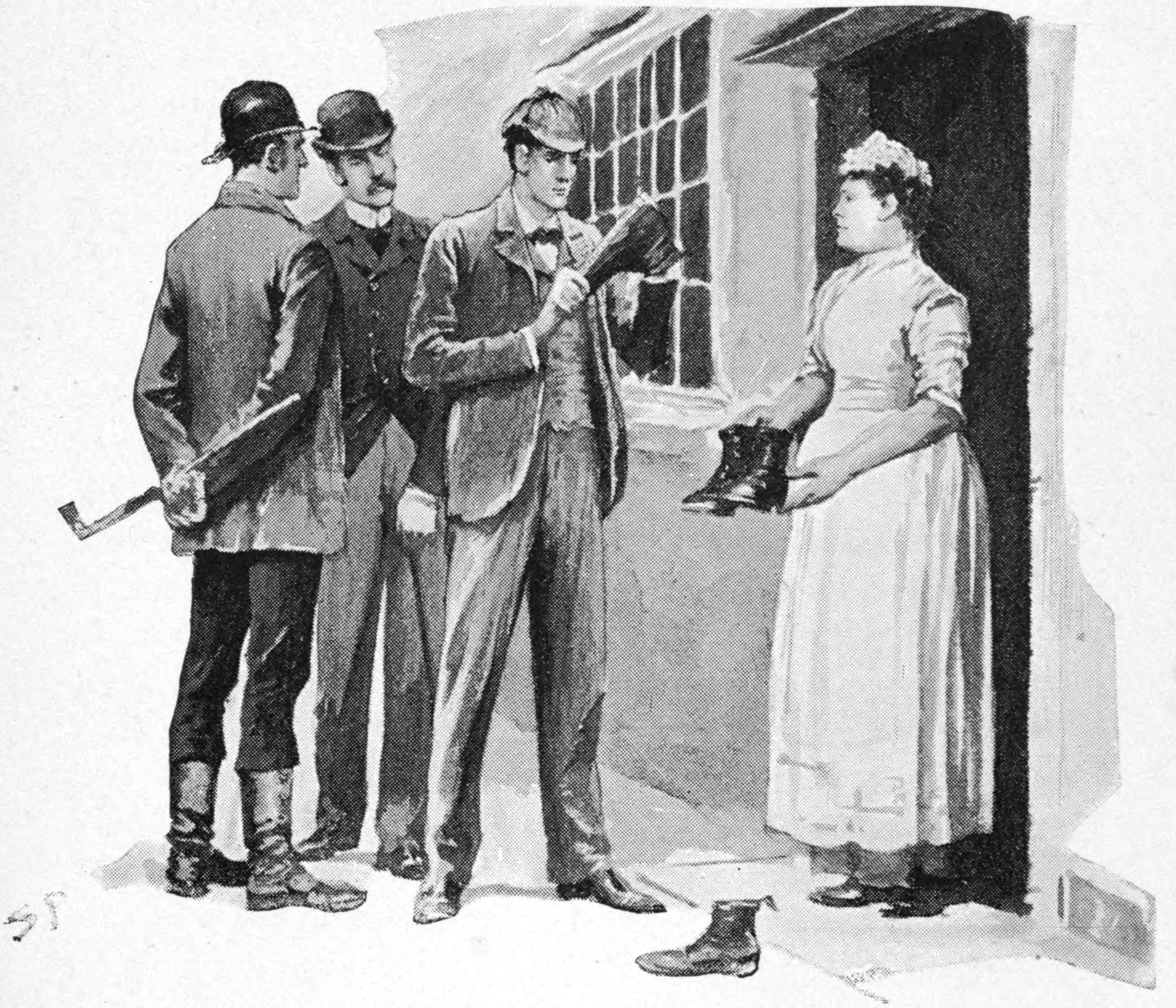
Thám tử tư vấn Sherlock Holmes kiểm tra giày của một kẻ tình nghi

Truyện trinh thám hay tiểu thuyết trinh thám (tiếng Pháp: roman détective) là một tiểu loại của tiểu thuyết phiêu lưu. Bản thân tên gọi thể loại đã làm nổi bật một vài đặc điểm riêng của nó.
- Nó nói lên nghề nghiệp của nhân vật chính. Nhân vật chính có thể là “thám tử”, là “mật thám”, hay “điều tra viên” gì đó, nhưng đều có nghề nghiệp chung là dò la, điều tra, khám phá cái bí mật còn nằm trong bóng tối.
- Nó chứng tỏ, đây là truyện vụ án, truyện viết về tội phạm, một loại truyện rất phổ biến ở các nước phương Tây.
- Nó mách bảo người sáng tác cách thức xây dựng cốt truyện: phải giữ đến cùng những bí mật của tội phạm để tạo nên sự hấp dẫn, khiến người đọc luôn luôn ở trong trạng thái căng thẳng.

Cái bí mật bao giờ cũng tạo nên sự hứng thú, hấp dẫn đối với người đọc. Nhưng chắc chắn, nghề “trinh thám” không thể trở thành cốt truyện phổ biến trong văn học, khi phạm tội chưa trở thành một hiện tượng xã hội phổ biến.

## Lịch sử
Ngay ở những nước tư bản phát triển nhất, bộ máy cảnh sát có nhiệm vụ điều tra âm mưu để chặn đứng tội ác của bọn tội phạm cũng phải đến nửa sau thế kỷ XVIII, đầu thế kỷ XIX, mới được thành lập. Henry Fielding (1707 – 1754), nhà văn lãng mạn, cũng là một luật sư, từng là thành viên tham gia sáng lập một trong những văn phòng đầu tiên có nhiệm vụ như thế ở Anh.
Trong ý thức của các nhà văn, tình trạng tội phạm gia tăng là biểu hiện của một xã hội bất ổn. Họ nghĩ rằng, phanh phui tội ác là cách tốt nhất để lật tung tấm màn bí mật đang bao bọc cỗ máy điều khiển các quan hệ  xã hội. Thế là cốt truyện “trinh thám” và nhân vật “thám tử” xuất hiện.
Lúc đầu, chúng xuất hiện trong sáng tác của Dickens, Balzac, Dostoevsky chỉ như những môtíp cốt truyện và những nhân vật phụ. Dĩ nhiên, một tác phẩm có cốt truyện trinh thám và nhân vật thám tử, chưa hẳn đã là tác phẩm có thể xếp vào loại tiểu thuyết trinh thám.
Trong Tội ác và trừng phạt của Dostoevsky, Điều bí mật của Edwin Drood của Dickens, việc miêu tả tội ác và quá trình điều tra tội phạm trở thành nội dung rất quan trọng của tác phẩm. Nhưng hứng thú cơ bản của sự miêu tả ấy không dồn vào việc trả lời cho câu hỏi: Ai là thủ phạm giết người ? Miêu tả tội ác và quá trình khám phá tội ác, điều quan trọng nhất đối với các nhà văn nói trên là tìm cách lý giải: Kẻ phạm tội thuộc hạng người nào ? Cái gì đã đẩy con người ấy đến với tội ác ? Cho nên, không ai gọi Tội ác và trừng phạt hoặc Edwin Drood là tiểu thuyết trinh thám.
Truyện trinh thám chỉ trở thành một thể loại độc lập, khi các nhà văn đưa những tình tiết về quá trình điều tra vụ án lên bình diện thứ nhất của nội dung. Edgar Allen Poe (1809 – 1849) được xem là “thánh tổ” của tiểu thuyết trinh thám vì ông đã chuyển trọng tâm tự sự từ trần thuật về nhân vật phạm tội sang trần thuật về nhân vật thám tử, người theo dõi, phát hiện kẻ phạm tội.
Trên thế giới, có nhiều nhà văn trở nên nổi tiếng nhờ thể loại truyện trinh thám, như: Wilkie Collins, Conan Doyle, Yulian Semyonov, Marietta Shaginyan,... Trước năm 1945, ở Việt Nam, Thế Lữ và Lê Văn Trương cũng là hai cây bút viết tiểu thuyết trinh thám nổi tiếng. Tiểu thuyết trinh thám có thể chia thành nhiều thể nhỏ. Loại truyện hình sự, truyện vụ án đang rất phổ biến ở Việt Nam hiện nay chính là một loại của tiểu thuyết trinh thám.